# Andrzej Ellmann
Andrzej Ellmann (ur. 6 marca 1951 w Poznaniu, zm. 29 kwietnia 2017 tamże) – polski kompozytor, aranżer, producent i piosenkarz. Od 1979 był członkiem Sekcji B – Autorów Utworów Muzyki Rozrywkowej i Tanecznej ZAIKSu.

## Życiorys
W latach 1966–1971 współtworzył amatorskie zespoły młodzieżowe Shapes Of Our Cadillac i Anonimus i Jego Smutny Świat. W roku 1972 z zespołem Reflex (bracia Prońko) zdobył na Festiwalu Jazz nad Odrą II nagrodę, w kategorii zespołów jazzu nowoczesnego, następnie, jako solista zdobył nagrodę dziennikarzy na III Wielkopolskich Rytmach Młodych w Jarocinie. Był związany z Państwowym Przedsiębiorstwem Imprez Estradowych. W latach 1973–1974 współpracował ze Zdzisławą Sośnicką, czego efektem była piosenka napisana wspólnie z Romanem Nowickim, do tekstu Jonasza Kofty Zasnęło we mnie wszystko. W 1975 roku grał i śpiewał w Kabarecie Tey - stąd piosenki z tekstem Janusza Rewińskiego Poszło z dymem parę lat i Na przekór nam, zaś w roku 1978 współpracował z Krzysztofem Krawczykiem. W latach 1972–1973 współpracował z orkiestrą Jerzego Miliana z którą dokonał swoich pierwszych nagrań dla Polskiego Radia i zdobył pierwsze doświadczenia koncertowe; w latach 1979/1980 z orkiestrą Zbigniewa Górnego, a następnie z Alex Bandem. Był także twórcą zespołu S 26 (vel 26 S) w którym występowała, m.in. Grażyna Łobaszewska. W 1975 muzycy grupy nawiązują współpracę z łódzką orkiestrą Karola Nicze, co zaowocowało wspólnymi trasami koncertowymi z serii Kontrasty i porównania. W 1976 roku gitarzysta powołał do życia zespół Alias (w składzie: Andrzej Ellmann, Roman Nowicki, Adam Adamski, Janusz Piątkowski, Stanisław Bartosik, Zbigniew Wrombel i Marek Surdyk), z którym zarejestrował nagrania radiowe, takie jak m.in.: Wiośnie na spotkanie, Taka bądź kolorowa, Chłopiec z ręką w kieszeni i Poszło z dymem parę lat.
W lutym 1981 roku występował w USA podczas półrocznej trasy koncertowej m.in. w Nowym Jorku i Chicago z Krzysztofem Krawczykiem i Czesławem Niemenem. W skład zespołu Krystof Band wchodzili: Maria Jałocha Piątkowska, Sława Mikołajczyk, Janusz Piątkowski, Tomasz Dziubiński, Eugeniusz Orlicki, Marek Surdyk i Ellmann.
W latach 80. współpracował z wieloma artystami polskiej sceny muzycznej, dla których pisał piosenki, m.in. z: Eleni, Zdzisławą Sośnicką, Ireną Jarocką, Ryszardem Rynkowskim, Piotrem Żurowskim i Urszulą Sipińską (dla której napisał piosenkę Mam cudownych rodziców – z piosenkarką współpracował już w 1975 roku jako kompozytor i aranżer piosenki Świat moich kilku lat, która znalazła się na longplayu Zabaw się w mój świat).
Napisał również muzykę do 200 filmów krajoznawczych. Nagrał cztery autorskie płyty długogrające. Jest producentem muzycznym płyty Eleni, Coś z Odysa, wydanej w 2001 roku.

## Ważniejsze kompozycje

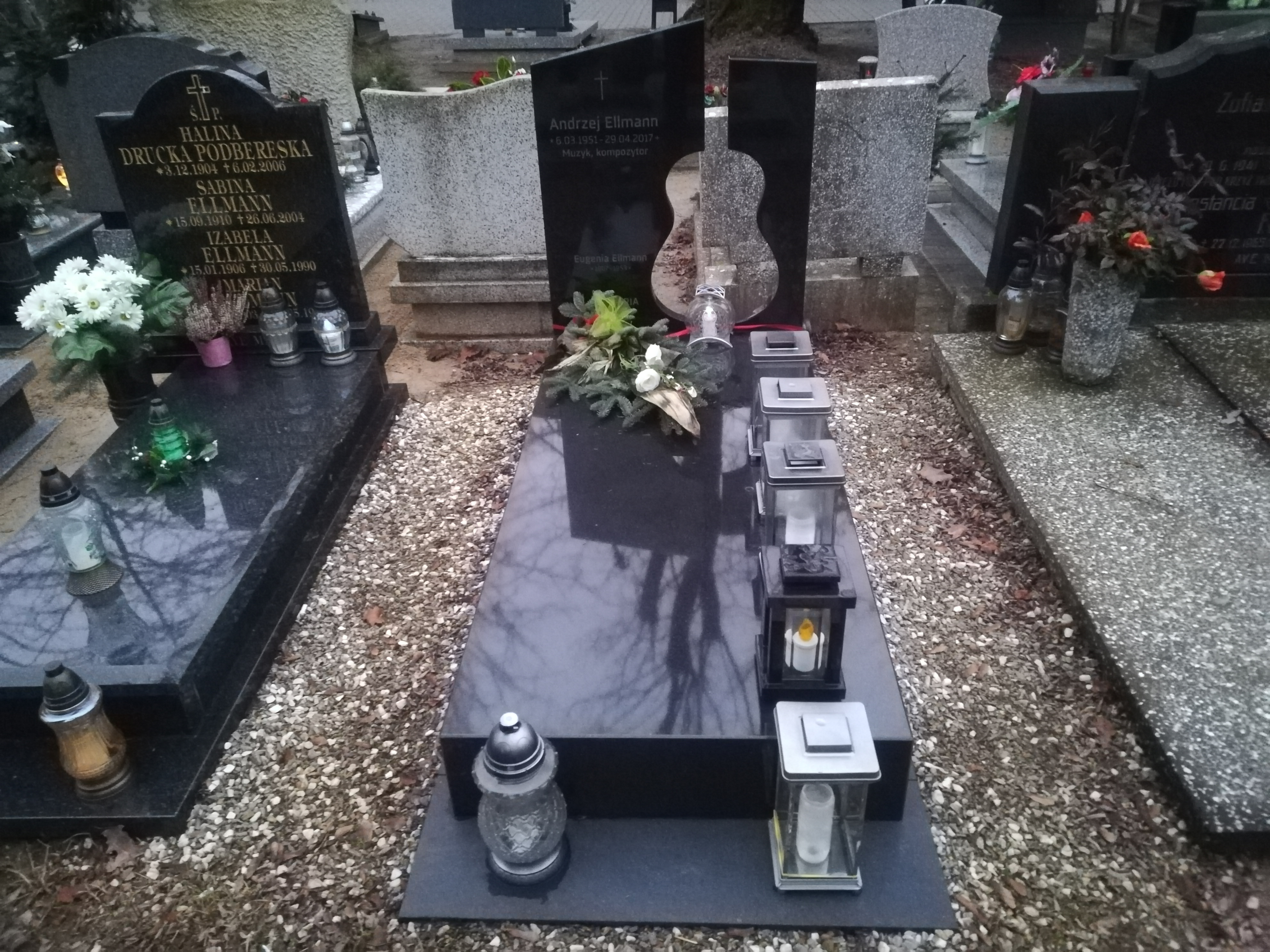
Grób na cmentarzu górczyńskim w Poznaniu

- "Bądź mym dopełnieniem" – Grażyna Łobaszewska i S26 (tekst Bogumił Popow)
- "Bez ciebie świat" – Eleni i Wiesław Ochman (tekst Lech Konopiński)
- "Don't leave me now" – Eleni i Andrzej Ellmann (tekst Witold Skowroński)
- "Głodny życia" – Urszula Sipińska (tekst Agnieszka Osiecka)
- "Gdzie orkiestra gra" – Urszula Sipińska (tekst Andrzej Kuryło)
- "Inny nie będę" – Ryszard Rynkowski (tekst Jacek Cygan)
- "Mam cudownych rodziców" – Urszula Sipińska (muzyka Andrzej Ellmann i Jerzy Konrad, tekst Wojciech Młynarski)
- "Masz jeszcze mnie" – Irena Jarocka (tekst Andrzej Kuryło)
- "Muzyk, muzyk" – Urszula Sipińska (tekst Agnieszka Osiecka)
- "Na przekór nam" – Eleni (tekst Janusz Rewiński)
- "Niebo za rogiem" – Max Bonard Band (tekst Marek Dutkiewicz)
- "Nie czekam na miłość" – Eleni (tekst Andrzej Kuryło)
- "Płynąć" – Urszula Sipińska (tekst Andrzej Kuryło)
- "Poszło z dymem parę lat" – Andrzej Ellmann (tekst Alfred Maria Babel – pseudonim Janusza Rewińskiego)
- "Przystanek mej młodości" – Urszula Sipińska (tekst Wojciech Młynarski)
- "Sentymentalny dzień" – Urszula Sipińska (tekst Andrzej Kuryło)
- "Świat moich kilku lat" – Urszula Sipińska (tekst Bogumił Popow)
- "Światełka twego domu" – Urszula Sipińska (tekst Wojciech Młynarski)
- "Taka bądź kolorowa" – Andrzej Ellmann (tekst Bogumił Popow)
- "Taka sama" – Irena Jarocka (tekst Andrzej Kuryło)
- "Tu nie zawinił nikt" – Eleni (tekst Lech Konopiński)
- "Wciąż arka Noego" – Urszula Sipińska (tekst Maria Truszewicz)
- "Wrzuć na luz" – Eleni (tekst Paweł Lejman)
- "Zaglądając w cudze drzwi" – Eleni (tekst Andrzej Sobczak)
- "Zasnęło we mnie wszystko" – Zdzisława Sośnicka (muzyka Andrzej Ellmann i Roman Nowicki, tekst Jonasz Kofta)
- "Ze świata wszystkich stron" – Eleni (tekst Lech Konopiński)
- "Źródło, wzór i cel" (On) – Bogusław Mec i Piotr Cugowski (tekst Bogusław Mec)

## Dyskografia
- 1981 VI Radiowy Konkurs Studia Młodych – wydawca Tonpress S199
- 1982 PinUp Girl – Mariusz Rybicki i Andrzej Ellmann – nie wydana
- 1987 Image – wydawca Poljazz PSJ-212
- 1997/98 Songs Of Nature – nie wydana
- 2008/09 In My Chilli World – nie wydana